# Seznam zápasů československé a italské hokejové reprezentace
Seznam zápasů československé a italské hokejové reprezentace uvádí data, výsledky a místa konání vzájemných zápasů hokejových reprezentací Československa a Itálie.

## Lední hokej na olympijských hrách
| Datum utkání | Výsledek | Rok  | Místo       | Branky Československa |
| ------------ | -------- | ---- | ----------- | --------------------- |
| 30. 1. 1948  | 22 : 3   | 1948 | Svatý Mořic |                       |

## Mistrovství světa v ledním hokeji
| Datum utkání | Výsledek | Rok  | Místo    | Branky Československa |
| ------------ | -------- | ---- | -------- | --------------------- |
| 20. 2. 1933  | 3 : 1    | 1933 | Praha    |                       |
| 22. 1. 1935  | 5 : 1pp  | 1935 | Davos    |                       |
| 24. 4. 1982  | 10 : 0   | 1982 | Helsinky |                       |
| 26. 4. 1983  | 11 : 0   | 1983 | Mnichov  |                       |

## Mistrovství Evropy v ledním hokeji
| Datum utkání | Výsledek | Rok  | Místo    | Branky Československa |
| ------------ | -------- | ---- | -------- | --------------------- |
| 1. 2. 1929   | 1 : 0 pp | 1929 | Budapešť |                       |

## Ostatní zápasy
| Datum utkání | Výsledek | Zápas                | Místo | Branky Československa |
| ------------ | -------- | -------------------- | ----- | --------------------- |
| 3. 2. 1940   | 5 : 0    | Týden zimních sportů | GA-PA |                       |

Poznámky k utkáním
- 3. 2. 1940 Protektorát Čechy a Morava

## Celková bilance vzájemných zápasů Československa a Itálie
| Zápasy | Výhry | Remízy | Prohry | Skóre |
| ------ | ----- | ------ | ------ | ----- |
| 7      | 7     | 0      | 0      | 57:5  |

- pokračuje Seznam zápasů české a italské hokejové reprezentace